# Paranapoema
Paranapoema là một đô thị thuộc bang Paraná, Brasil. Đô thị này có diện tích 175,874 km², dân số năm 2007 là 2781 người, mật độ 13,3 người/km².